# Low Life
Low Life è un singolo del rapper statunitense Future, pubblicato il 1º marzo 2016 come primo estratto dal suo quarto album in studio Evol.
Il brano vede la partecipazione del cantautore canadese The Weeknd.

## Tracce
1. Low Life – 5:13

## Classifiche

### Classifiche settimanali
| Classifica (2016-25) | Posizione massima |
| -------------------- | ----------------- |
| Australia            | 96                |
| Canada               | 25                |
| Francia              | 77                |
| Grecia               | 41                |
| Lituania             | 90                |
| Paesi Bassi          | 97                |
| Stati Uniti          | 18                |
| Svizzera             | 72                |

### Classifiche di fine anno
| Classifica (2016) | Posizione |
| ----------------- | --------- |
| Canada            | 72        |
| Stati Uniti       | 30        |